# Sân bay Ninh Viễn Trương Gia Khẩu
Sân bay Ninh Viễn Trương Gia Khẩu (tiếng Trung: 张家口宁远机场) (IATA: ZQZ, ICAO: ZBZJ) hay còn được gọi là Căn cứ không Trương Gia Khẩu, là một sân bay được sử dụng cho cả mục đích quân đội và phục vụ bay dân dụng cho thành phố Trương Gia Khẩu thuộc tỉnh Hà Bắc, Trung Quốc. Nó nằm cách 9 km về phía đông nam của trung tâm thành phố. Sân bay được xây dựng vào đầu tháng 5 năm 2010 và khánh thành vào ngày 16 tháng 6 năm 2013, chi phí ước tính là 450 triệu nhân dân tệ.

## Hãng hàng không và tuyến bay
| Hãng hàng không       | Các điểm đến                         |
| --------------------- | ------------------------------------ |
| China United Airlines | Thượng Hải-Phố Đông, Thạch Gia Trang |
| Hebei Airlines        | Thạch Gia Trang                      |
| Spring Airlines       | Thẩm Dương, Thâm Quyến               |